# Casino Baumgarten

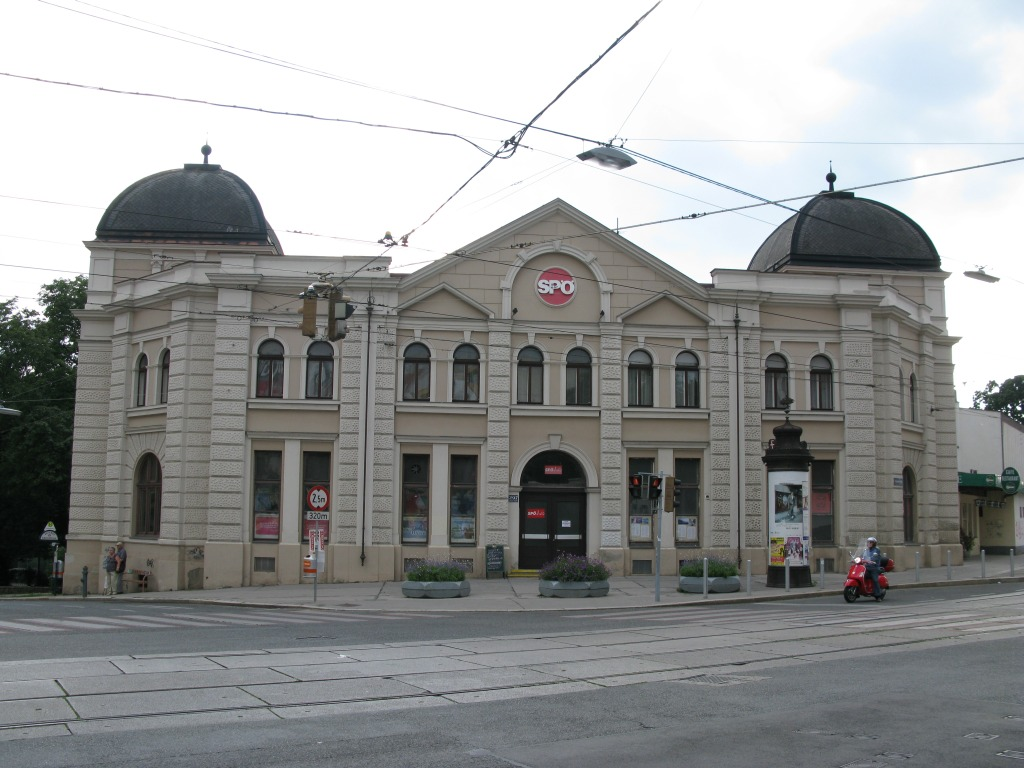
Casino Baumgarten – Außenansicht

Das Baumgartner Casino ist ein Gebäude im Stadtteil Baumgarten im 14. Wiener Gemeindebezirk Penzing.

## Architektur und Nutzung

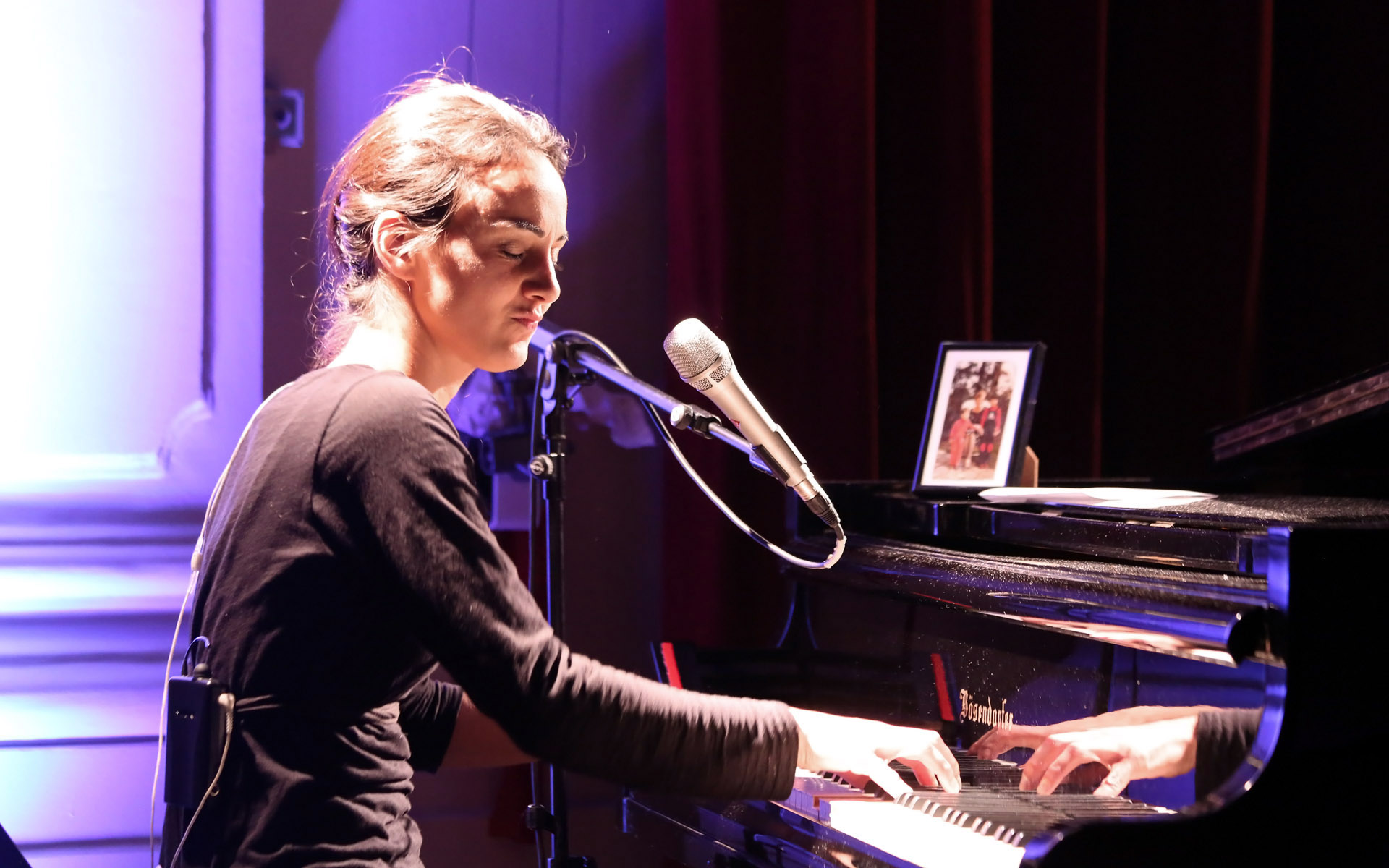
Konzert mit Tania Saedi (2012)

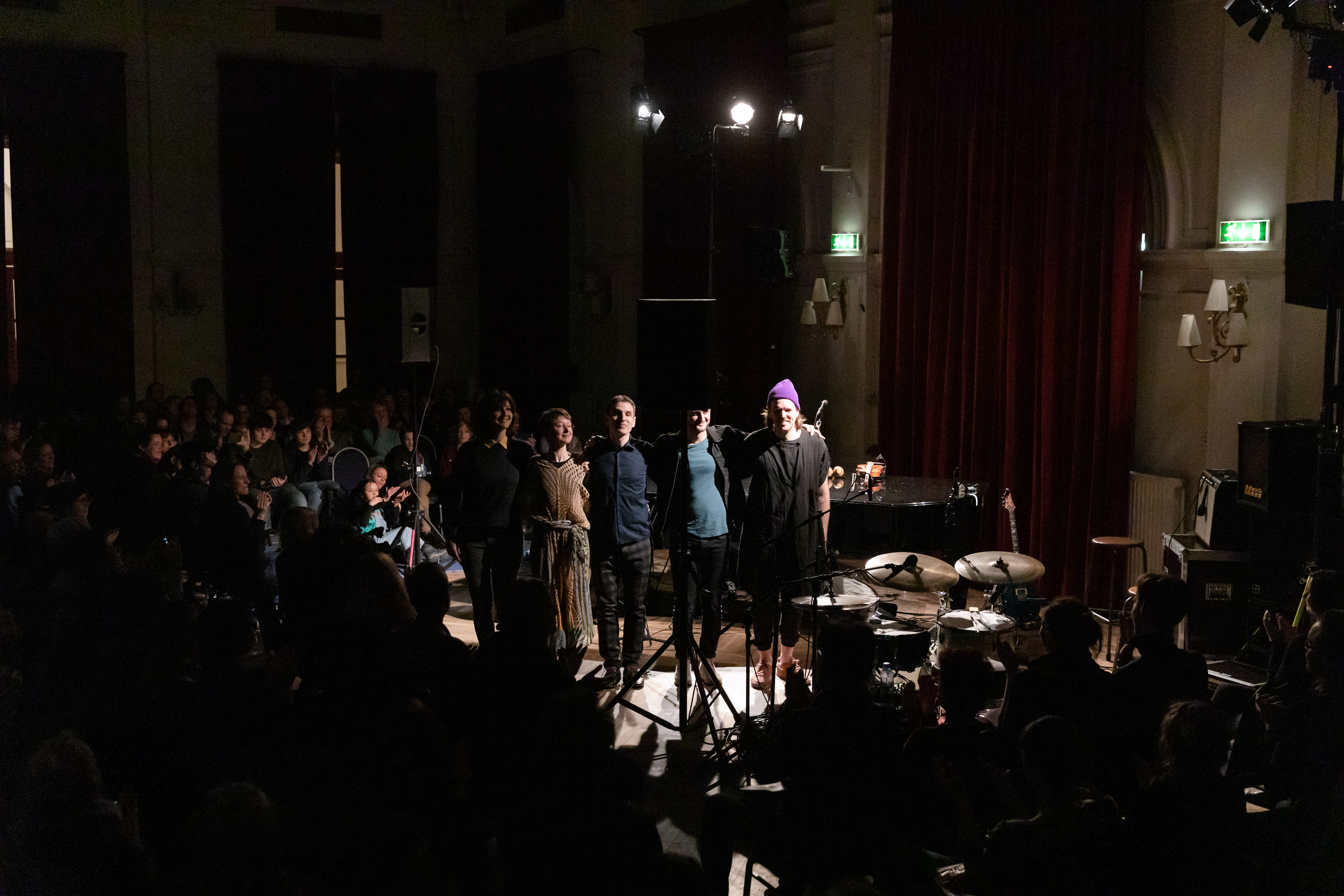
Konzert mit Violetta Parisini (2020)

Dem 1779 errichteten Schloss Oberbaumgarten des Grafen Andreas Hadik von Futak folgte im einst weitläufigen Schlosspark das 1891/92 nach Plänen von Eugen Sehnal (samt historistischem Festsaal) errichtete Vergnügungs-Etablissement. 
Seit 2009 wird der Festsaal und die Nebenräume von einer Firma gepachtet, die den Saal vornehmlich für Tonaufnahmen, Konzerte und Veranstaltungen nutzt.

## Geschichte des Bauwerks
Das Casino Baumgarten wurde 1779 als Schloss von General Andreas Hadik von Futak errichtet. Einige Zeit befand es sich im Besitz der Fürsten von Esterházy, bevor es im 19. Jahrhundert zum Casino umgebaut und 1891/92 um den großen Festsaal ergänzt wurde. Durch eine Schenkung gelangte das Casino Baumgarten in den Besitz der SPÖ. Derzeitiger Eigentümer ist der SPÖ-nahe Verband Wiener Arbeiterheime. Neben dem Festsaal ist ein analoges Röhrentonstudio, das sich im Gebäude befindet und für Tonaufnahmen durch die Firma Preiser Records genutzt wird, von Bedeutung. Bis zur Eröffnung des ORF-Zentrum Küniglberg 1975 war das Gebäude eine wichtige Produktionsstätte des frühen Fernsehens in Österreich. Von hier aus wurden größere Spieleshows und Livesendungen vor Publikum abgewickelt.

## Aktuelle und künftige Entwicklung
2009 entfachte sich eine Diskussion um das Casino, da Wasserschäden und andere Baumängel die Substanz des Bauwerks bedrohten. Über den Sommer 2009 wurde der Saal besetzt. Nach Beendigung der Hausbesetzung konnte die Firma Preiser Records in die von ihnen gemieteten Räumlichkeiten einziehen.
Nach einer Sanierung wird das Gebäude seit Sommer 2010 vornehmlich für kulturelle Veranstaltungen und Tonaufnahmen genutzt. Bisher konnten Aufnahmen von Musikern wie Lang Lang, 2Cellos, Ólafur Arnalds, Elisabeth Kulman, Angelika Kirchschlager, den Wiener Symphonikern sowie dem Kammerorchester Wien-Berlin stattfinden. Auch Konzerte fanden seither statt, unter anderem traten John Paul Jones, SOHN sowie der Pianist und Schauspieler John Tilbury (im Rahmen einer von Patrick Pulsinger kuratierten Konzertreihe von Wien Modern) auf. Im Jahr 2016 erfolgte hier die Uraufführung der Oper Cindarella der damals 11-jährigen Alma Deutscher.
Das Gebäude steht unter Denkmalschutz und wird mit der nahegelegenen sogenannten Slama-Siedlung von der Stadt Wien zu einer baulichen Schutzzone zusammengefasst.